# André Boerstra
Andries ("André") Cornelis Dirk Boerstra (Bandoeng, Nizozemska Istočna Indija, 11. prosinca 1924.) je bivši nizozemski hokejaš na travi. 
Osvojio je brončano odličje na hokejaškom turniru na Olimpijskim igrama 1948. u Londonu igrajući za Nizozemsku. Na turniru je odigrao svih sedam susreta na mjestu napadača.
Osvojio je srebrno odličje na hokejaškom turniru na Olimpijskim igrama 1952. u Helsinkiju igrajući za Nizozemsku. Na turniru je odigrao sva tri susreta na mjestu napadača.

## Vanjske poveznice
- Nizozemski olimpijski odbor
- Profil na Database Olympics